# Spodnji Tuštanj
Spodnji Tuštanj is een plaats in Slovenië en maakt deel uit van de gemeente Moravče in de NUTS-3-regio Osrednjeslovenska. De plaats telde 123 inwoners op 1 januari 2020.